# 1-cloro-2-pentino
El 1-cloro-2-pentino, llamado también 1-cloropent-2-ino y cloruro de 2-pentinilo, es un compuesto orgánico de fórmula molecular C5H7Cl. Es un cloroalquino lineal de cinco carbonos con un átomo de cloro unido a uno de los carbonos terminales y un triple enlace entre los carbonos 2 y 3.

## Propiedades físicas y químicas
A temperatura ambiente, el 1-cloro-2-pentino es un líquido con una densidad de 0,980 g/cm³.
Su punto de ebullición es 121 °C y su punto de fusión -15 °C, si bien ambos valores son estimados, no experimentales.
El valor del logaritmo de su coeficiente de reparto, logP = 2,11, revela que es más soluble en disolventes apolares que en disolventes polares. En agua, su solubilidad es de 1160 mg/L aproximadamente.

## Síntesis
La cloración de 2-pentino permite obtener 1-cloro-2-pentino, si bien el producto mayoritario es su isómero 4-cloro-2-pentino.
Asimismo, este cloroalquino puede ser sintetizado partiendo del 2-pentin-1-ol.

## Usos
El 1-cloro-2-pentino se emplea en reacciones de acoplamiento con alquinilsilanos ‌en presencia de una cantidad catalítica de ioduro de cobre (I) y una fuente de fluoruro para producir los correspondientes 1,4-diinos. La reacción puede ser promovida por fluoruro de cesio o fluoruro de tetrabutilamonio y requiere un disolvente polar como 1,3-dimetilimidazolidin-2-ona y una temperatura de 80 °C.
El 1-cloro-2-pentino se puede usar para preparar acetato de (4Z,7Z)-4,7-decadien-1-ilo, feromona sexual de la polilla Batrachedra amydraula, que constituye una de las principales plagas para la palmera datilera en Oriente Medio y el norte de África.
También puede intervenir en la síntesis de 1,1,3,4,4,6-hexametil-1,2,3,4-tetrahidronaftaleno (HMT), intermediario en la producción de acetil HMT; este último compuesto se usa en perfumería por su olor a almizcle.
Otro uso de este compuesto es su participación en la elaboración de derivados de sulfonamida que tienen aplicación en el tratamiento y/o profilaxis de trastornos autoinmunes, enfermedades inflamatorias y enfermedades cardiovasculares, entre otros.
Igualmente interviene en la producción de derivados de sordarina, agentes antifúngicos que se emplean en el tratamiento y/o prevención de infecciones fúngicas humanas y animales, así como en el control de hongos fitopatógenos en cultivos.